# Lingua ainu
La lingua ainu (in ainu: アイヌイタㇰ aynu-itak, in giapponese: アイヌ語, ainu-go) è una lingua isolata parlata dagli Ainu, il gruppo etnico indigeno del Giappone settentrionale, nell'isola di Hokkaidō, nelle isole Curili, nella parte nord di Honshū, e nella metà meridionale di Sachalin.
Sebbene sia tipologicamente simile al giapponese, la lingua ainu è ritenuta una lingua isolata, considerata da una minoranza di studiosi affine ad alcune lingue altaiche. La maggior parte degli studiosi sostiene invece che faccia parte della superfamiglia linguistica paleosiberiana. Tra gli specialisti ha ottenuto consenso la proposta che la lingua ainu abbia una relazione con il giapponese.

## Storia della discriminazione linguistica
A livello nazionale, le interazioni tra le comunità ainu e i giapponesi fanno da sfondo all'attuale status critico della lingua ainu. Le prime testimonianze scritte dell'VIII secolo indicano l'esistenza di conflitti fra i giapponesi e i popoli autoctoni del nord; dal XIII secolo alcuni testi documentano scambi culturali con i popoli dell'isola del nord, chiamata dai giapponesi Ezogashima), e nel XV secolo vi è testimonianza dei primi centri di commercio tra Ainu e giapponesi.
Il periodo Edo (1603-1868) fu caratterizzato dalla diarchia di potere imperiale e dello shogunato retto dal clan Tokugawa e dalla chiusura delle frontiere verso l'esterno (sakoku). Il dominio più settentrionale del Giappone era il Matsumae Han, situato nell'isola di Ezo (dal 1869 Hokkaido), incaricato della difesa del nord e delle relazioni e il commercio con gli indigeni ainu. Lo shogunato Tokugawa sottopose la popolazione ainu a una forte discriminazione e a un intenso sfruttamento, che, unito a provvedimenti di confisca massiccia delle terre, portò a una progressiva riduzione degli autoctoni. Tra il 1832 al 1854, il numero di abitanti ainu sulla costa occidentale dell'Ezo venne ridotto della metà e diminuì in modo significativo nelle altre aree, esemplificando le dure condizioni imposte dalla colonizzazione giapponese.
La politica linguistica attuata dallo shogunato Tokugawa in questo periodo fu altalenante: fino alla fine del XVIII secolo i funzionari di Matsumae vietarono l'uso del giapponese, così come delle tradizioni culturali e del vestiario nipponico per demarcare la differenza tra le due popolazioni. Tra il 1799 e il 1821 venne invertita questa scelta e incoraggiata la giapponizzazione, in particolare in aree strategiche come l'isola Iturup. Nel 1821, il bakufu ritornò alla precedente politica di non assimilazione degli ainu, per ripristinare infine nel 1855 misure atte ad imporre la lingua giapponese. L'utilizzo della lingua ainu in rituali, cerimonie e nella vita di tutti i giorni divenne sempre più limitato, cambiando così lo stile di vita della popolazione.
Durante il periodo Meiji, i timori del governo di una possibile avanzata russa nell'Hokkaido, portarono ad accelerare e sistematizzare le politiche di assimilazione degli ainu, modificando profondamente la lingua di questa popolazione. Nel 1869 l'isola di Ezo venne ribattezzata Hokkaido, e con la costituzione del Kaitakushi (Commissione per la colonizzazione), il governo promosse l'immigrazione in queste terre di contadini e soldati provenienti da tutta la nazione. La trasmissione della lingua e della cultura ainu alla generazione successiva venne interrotta bruscamente, e limitata a contesti ristretti come quello familiare. Nel 1871 vennero proibiti i rituali ainu (canti, danze, funerali), e l'anno successivo un'apposita ordinanza (Jisho Kisoku) dichiarò "terra nullius" i terreni abitati e usati dagli ainu, fra cui le aree di caccia e pesca, gli spazi di vita tradizionali, procedendo ad una loro privatizzazione e redistribuzione a immigrati giapponesi. Gli ainu, costretti a trasferirsi in altre zone controllate in maniera più capillare dal governo, non vennero più riconosciuti come gruppo etnico, ma definiti heimin (persone comuni), ed entrarono a far parte dei ceti inferiori della società.
Il periodo successivo alla seconda guerra mondiale fu caratterizzato dalla presa di coscienza del popolo ainu, che iniziò a reclamare i propri diritti come popolazione indigena giapponese. Dagli anni Sessanta, una piccola comunità ainu ha iniziato ad affermare una propria identità al di fuori del contesto pubblico di una nazione omogenea, facendosi chiamare Ainu Minzoku ( アイヌ民族, popolazione Ainu).
Nel 1992 il leader della Hokkaido Ainu Association Giichi Nomura, in occasione della Giornata Internazionale dei popoli indigeni tenne un discorso nella sede delle Nazioni Unite a New York, ricordando le discriminazioni subite dal popolo ainu e concludendolo con un ringraziamento al pubblico in lingua ainu. Nel 1997, la legge che durante il periodo Meiji mirava a disconoscere la popolazione ainu venne sostituita con l'"Ainu Cultural Promotion Act" (in giapponese アイヌ新法, Ainu Shinpō), con l'intento di assegnare agli ainu un posto significativo all'interno della società giapponese. Questa legge ha dato il via a diversi movimenti di rivitalizzazione linguistica della lingua ainu, tuttora in attività, e ha rappresentato la prima policy ufficiale da parte del governo giapponese in materia di multiculturalismo.

## Parlanti
La lingua ainu è una lingua estinta, in quanto non vi è più alcun parlante monolingue vivente. Nella città di Nibutani (parte di Biratori, Hokkaidō) dove vivono molti dei parlanti nativi rimasti, ci sono solo 100 parlanti, di cui 15 usavano la lingua quotidianamente alla fine degli anni Ottanta. In tutta Hokkaidō, tranne poche eccezioni, ci sono circa 1000 parlanti nativi oltre i 30 anni. L'uso della lingua ainu fra i nativi sta crescendo, e si sta affermando un movimento per fermare il declino dei parlanti. La maggior parte dei 150.000 ainu dichiarati in Giappone (molti altri ainu non sono consci delle loro origini o si nascondono per paura di essere discriminati) parlano solo giapponese, sebbene ci sia un numero crescente di persone che parlano l'ainu come seconda lingua, specialmente a Hokkaidō, grazie agli sforzi dell'attivista ainu ed ex membro del Parlamento giapponese Shigeru Kayano, che era anche lui un parlante nativo.
I parlanti della lingua ainu sono raggruppati in quattro categorie: 
- parlanti originari (scomparsi);
- anziani bilingui ainu-giapponese;
- parlanti che rinnegano la lingua;
- studiosi della lingua ainu come seconda lingua.

La prima categoria è rappresentata da quei parlanti della lingua già scomparsi. Il tipo di lingua utilizzata da loro rappresenta la base per i libri di testo in lingua e per le analisi linguistiche.
Il gruppo di bilingui ainu-giapponese è molto ristretto, con una manciata di persone appartenenti alla generazione più anziana. Queste persone hanno imparato la lingua ascoltando i propri genitori e i propri parenti, utilizzandola strettamente in ambiente familiare. Al giorno d'oggi, usano la lingua ainu in contesti ristretti, e il giapponese è la loro lingua principale.
Le persone del terzo gruppo non si considerano veri e propri parlanti della lingua, appartenendo ad una generazione caratterizzata dalla discriminazione del popolo ainu, dove i sistemi di supporto della comunità sociolinguistica ainu non erano più presenti. Essi non hanno riconosciuto la propria identità ainu, ma probabilmente conoscono la lingua.
L'ultimo gruppo di parlanti invece è rappresentato dalla generazione più giovane di ainu che vuole studiare la lingua e la propria cultura. È la maggior parte di persone che frequenta lezioni in lingua ainu o che si è iscritta a corsi universitari che si focalizzano su studi sugli ainu. La prima lingua resta però il giapponese.

## Fonologia e scrittura
Le sillabe ainu sono CV(C) e ci sono pochi nessi consonantici.

### Consonanti
La lingua ainu presenta solamente 12 consonanti, e non prevede una distinzione tra consonanti sorde e sonore. Queste possono presentarsi a inizio sillaba, e le consonanti che possono trovarsi a fine sillaba sono prerogativa delle varianti dialettali dell'ainu di Hokkaido e dell'ainu di Sachalin.
|               | Bilabiale | Labiovelare | Alveolare | Palatale | Velare | Glottale |
| ------------- | --------- | ----------- | --------- | -------- | ------ | -------- |
| Occlusive     | p         |             | t         |          | k      | ʔ        |
| Affricate     |           |             | ts        |          |        |          |
| Nasali        | m         |             | n         |          |        |          |
| Fricative     |           |             | s         |          |        | h        |
| Approssimanti |           | w           |           | j        |        |          |
| Monovibranti  |           |             | ɾ         |          |        |          |

Le tre consonanti occlusive /p/, /t/ e /k/ formano una singola serie, e quando si trovano all'inizio di una parola sono sorde.
La sequenza /ti/ è realizzata come [ʧi], /s/ diventa [ʃ] prima della /i/ e alla fine di sillaba.
La lingua ainu ha un'unica consonante liquida, la /r/. Se posta a inizio della sillaba, essa assume lo stesso suono della consonante giapponese /r/. La pronuncia, tuttavia, cambia a seconda della persona, come la controparte giapponese. Molte persone hanno una /r/  occlusiva, simile al suono [d], mentre altre persone la pronunciano come [l]. Caratteristica peculiare della /r/ a fine sillaba, presente nella variante dell'ainu di Hokkaido, è la pronuncia ripetuta della vocale che la precede. (es. kor "avere" si pronuncerà koro). Questa tendenza è presente anche nell'ainu moderno, influenzato ampiamente dal giapponese.
Presenta inoltre due consonanti nasali, /m/ e /n/, anch'esse simili alle loro controparti giapponesi. Prima della /k/, /n/ diventa [ŋ̩]. Prima della /p/ e della /m/, queste due consonanti vengono neutralizzate, e si trova solo il suono [m]. Inoltre, quando è seguita da /h/, /n/ assume un ruolo vocalico/sillabico e viene trascritto come ń e realizzato [n̩].
Il fonema /h/ si differenzia leggermente da quello giapponese, in quanto è frequentemente indebolito intervocalicalmente e subisce una sonorizzazione.  Ci sono alcune variazioni fra i dialetti; nel dialetto di Sachalin, le finali di sillaba /p, t, k, r/ sono pronunciate come una /h/.
/'/ invece è un'occlusiva glottale sorda [ʔ], utilizzata per separare due vocali e favorirne la pronuncia in modo chiaro.

### Vocali
|       | Anteriore | Centrale | Posteriore |
| ----- | --------- | -------- | ---------- |
| Alta  | i         |          | u          |
| Media | e         |          | o          |
| Bassa |           | a        |            |

### Dittonghi
Nella traslitterazione in caratteri latini il grafema y  finale viene pronunciato [i] e w finale viene pronunciato come [u].
Esempio con la sillaba iniziale k:
| [kai] | [kui] | [koi] | [kau] | [kiu] | [keu] | [kou] | [kei] |
| ----- | ----- | ----- | ----- | ----- | ----- | ----- | ----- |
| kay   | kuy   | koy   | kaw   | kiw   | kew   | kow   | key   |
| カィ  | クィ  | コィ  | カゥ  | キゥ  | ケゥ  | コゥ  | ケィ  |

Alcune combinazioni di katakana hanno suoni differenti dal giapponese convenzionale.

## Tipologia e grammatica
La lingua ainu utilizza una sintassi del tipo SOV in cui soggetto e oggetto sono di solito evidenziati da suffissi. I sostantivi possono riunirsi per modificarsi; la testa va alla fine. I verbi, che possono essere transitivi o intransitivi, accettano affissi derivazionali.

### Verbi
Il predicato costituisce la parte più importante della lingua ainu. Viene utilizzata la stessa forma indipendentemente dal tempo presente, passato o futuro, intuibile dal contesto della frase. Vi sono pochi verbi con una netta distinzione tra verbi singolari e verbi plurali.
Nella lingua ainu il numero fa riferimento all'azione espressa dal verbo e dal numero degli eventi. Per esempio, il verbo tuye (tagliare, verbo singolare) esprime una persona che taglia una singola volta; il corrispondente plurale è tuypa, che indica appunto due o più persone che svolgono l'azione di tagliare, oppure una singola persona che taglia più oggetti.
Per i verbi transitivi, il numero coincide spesso con il numero dell'oggetto. Il suffisso pluralizzante -pa può attaccarsi anche a verbi che non presentano una distinzione tra singolare e plurale per esprimere l'azione di un soggetto plurale o di un'azione svolta su un oggetto plurale.
I verbi possono essere transitivi o intransitivi; questi ultimi non prevedono l'uso di oggetto o complemento nella frase.

### Pronomi personali e prefissi personali
La lingua ainu ha pronomi personali di prima, seconda e terza persona. Presenta anche un pronome indefinito, ognuno con singolare e plurale. Il pronome più comune è an al singolare e oka/okay al plurale. Possono essere anche interpretati come verbi intransitivi, con il significato di "essere" o "esistere".
I pronomi personali sono usati come un nome. Possono essere utilizzati sia come soggetto, sia come oggetto che come complemento. Ciononostante, a differenza dei nomi comuni, possono non essere il nucleo di una frase sostantivata non modificata da modificatori.

#### Pronomi Personali del dialetto Saru, Hokkaido meridionale
| Persona    | Numero    | Pronome Personale | Affisso Nominativo | Affisso Accusativo |
| ---------- | --------- | ----------------- | ------------------ | ------------------ |
| 1          | Singolare | káni              | ku-                | en-                |
| 1          | Plurale   | cóka              | ci-, -as           | un-                |
| 2          | Singolare | eani              | e-                 | e-                 |
| 2          | Plurale   | ecioká            | eci-               | eci-               |
| 3          | Singolare | sinuma            |                    |                    |
| 3          | Plurale   | oka               |                    |                    |
| Indefinito | Singolare | asinuma           | a-, -an            | i-                 |
| Indefinito | Plurale   | aoká              | a-, -an            | i-                 |

#### Pronomi Personali del dialetto Tokachi, Hokkaido orientale
| Persona    | Numero    | Pronome Personale | Affisso Nominativo | Affisso Accusativo |
| ---------- | --------- | ----------------- | ------------------ | ------------------ |
| 1          | Singolare | kuani             | ku-                | en-                |
| 1          | Plurale   | ciutary, ciokay   | ci-, as-           | un-                |
| 2          | Singolare | eani              | e-                 | e-                 |
| 2          | Plurale   | eciutári, eciokáy | eci-               | eci-               |
| 3          | Singolare | anihi             |                    |                    |
| 3          | Plurale   | okay              |                    |                    |
| Indefinito | Singolare |                   | a-, (-an)          | (i-)               |
| Indefinito | Plurale   | anokáy, anutári   | a-, -an            | i-                 |

#### Pronomi personali del dialetto Ishikari, Hokkaido centrale
| Persona    | Numero    | Pronome Personale | Affisso Nominativo | Affisso Accusativo |
| ---------- | --------- | ----------------- | ------------------ | ------------------ |
| 1          | Singolare | kuani             | ku-                | en-                |
| 1          | Plurale   | ciokay            | ci-, -as           | un-                |
| 2          | Singolare | eani              | e-                 | e-                 |
| 2          | Plurale   | esokáy            | es-                | es-                |
| 3          | Singolare | anihi             |                    |                    |
| 3          | Plurale   | okay              |                    |                    |
| Indefinito | Singolare |                   | an-, (-an)         | (i-)               |
| Indefinito | Plurale   | anokáy            | an-, -an)          | i-                 |

#### Pronomi personali del dialetto Sachalin
| Persona | Numero    | Pronome Personale    | Affisso Nominativo | Affisso Accusativo |
| ------- | --------- | -------------------- | ------------------ | ------------------ |
| 1       | Singolare | kuani                | ku-                | en-                |
| 1       | Plurale   | anoka, anokayahcin   | an-, -an           | i-                 |
| 2       | Singolare | eani                 | e-                 | e-                 |
| 2       | Plurale   | ecioka, eciokayahcin | eci-               | eci-               |
| 3       | Singolare |                      |                    |                    |
| 3       | Plurale   |                      | (-hci)             | (-hci)             |

## Lessico
La lingua ainu ha pochi vocaboli che indicano concetti astratti o prodotti della civilizzazione moderna, ma è piena di termini che fanno riferimento alle attività quotidiane del popolo ainu come le piante, gli animali, la caccia e la pesca. Esistono poche parole formate da un'unica radice; anche le parole più semplici possono essere divise in parti più piccole, una volta tracciata la loro etimologia. Le radici originali sono circa un centinaio. La maggior parte delle parole è basata sulla derivazione, sul raddoppiamento e sulla combinazione con altre parole. Di conseguenza, il numero di vocaboli utilizzati da un qualsiasi parlante ammonta a numerose migliaia.

### Numeri
Caratteristico è anche il modo in cui la lingua ainu esprime i numeri. 
| Numeri | Trascrizione       |
| ------ | ------------------ |
| 1      | sinep              |
| 2      | tup                |
| 3      | rep                |
| 4      | inep               |
| 5      | asik               |
| 6      | iwan               |
| 7      | arwan              |
| 8      | tupes              |
| 9      | sinepes            |
| 10     | wanpe              |
| 11     | sinep ikasma wanpe |
| 12     | tup ikasma wanpe   |
| 20     | hot                |
| 40     | tuhot              |
| 60     | rehot              |

La /p/ finale, presente dai numeri da 1 a 4, significa "cosa", e le lettere che la precedono sono forme aggettivali che stanno a significare "di uno", "di due", "di tre" e "di quattro".
L'origine per il numero cinque è probabilmente derivata dalla parola ainu aske, che significa mano, ed è usato solamente nei composti.
Le parole dal sei al nove sono composti in modo tale da dimostrare quanto sono distanti dal numero dieci. In poche parole, il numero sei sarà il risultato di "meno quattro più dieci" e così via.
Dal numero undici in poi vale un ragionamento simile a quello precedentemente spiegato, ma si andranno ad enunciare i numeri in base a quante cifre superano il numero dieci. Per esempio, undici si dirà sinep ikasma wanpe, che equivale a "più uno, dieci" e così via.
Il numero venti è una parola differente, di origine sconosciuta, e anche i multipli come quaranta o sessanta vengono espressi in un sistema vigesimale anziché decimale, poiché la popolazione non aveva motivazioni per contare fino ad un numero così grande. Ciononostante, nel dialetto di Sachalin, esisteva un termine che indicava le centinaia. Il dialetto di Sachalin, inoltre, adottava il sistema numerico decimale anziché quello vigesimale.

## Scrittura
Ufficialmente la lingua ainu si scrive attraverso una versione modificata del sillabario giapponese katakana.
Il blocco Unicode Katakana Phonetic Extensions (31F0-31FF) include caratteri katakana in gran parte utilizzati nella lingua ainu. I katakana per le consonanti finali, che non appaiono in giapponese, sono spesso utilizzati in ainu. Viene anche utilizzato l'alfabeto latino. La rivista Ainu Times pubblica i propri numeri con entrambi gli stili di scrittura.
Il reverendo John Batchelor fu un missionario che visse tra gli ainu, li studiò e pubblicò numerosi lavori sulla cultura di questa popolazione. Dal momento che la lingua ainu non possedeva un vero e proprio sistema di scrittura, Batchelor fu il primo a concepirne uno. Tra le sue opere più importanti vi è An Ainu-English-Japanese Dictionary, di cui vennero pubblicate ben quattro edizioni, e una grammatica della lingua ainu, scritta nel 1903. Nonostante questi sforzi per dare alla lingua ainu una propria identità fornendo uno stile di scrittura completamente nuovo, le descrizioni di Batchelor erano tutt'altro che corrette, e successivamente alcuni ricercatori, che avevano fatto affidamento sulle sue opere, hanno inconsapevolmente perpetuato un numero rilevante di errori, basati anche su storici pregiudizi della lingua.

### Katakana speciale per la lingua ainu
Questa è una lista dei katakana speciali utilizzati nella trascrizione della lingua ainu. La maggioranza dei caratteri appartiene all'insieme esteso dei katakana, nonostante alcuni siano stati usati storicamente nel giapponese. Alcuni caratteri proposti precedentemente non sono stati aggiunti all'Unicode dal momento che possono rappresentare una sequenza di due caratteri.
| Carattere                                        | Unicode     | Nome                               | Utilizzo nell'Ainu                                                                                                  |
| ------------------------------------------------ | ----------- | ---------------------------------- | --- |
| ㇰ                                               | 31F0        | Simbolo Katakana Ku piccolo        | k finale |
| ㇱ                                               | 31F1        | Simbolo Katakana Shi piccolo       | s finale [ɕ] |
| ㇲ                                               | 31F2        | Simbolo Katakana Su piccolo        | s finale, utilizzata per enfatizzare la pronuncia [s] piuttosto che [ɕ]. [s] e [ʃ] sono allofoni nella lingua Ainu. |
| ㇳ                                               | 31F3        | Simbolo Katakana To piccolo        | t finale |
| ㇴ                                               | 31F4        | Simbolo Katakana Nu piccolo        | n finale |
| ㇵ                                               | 31F5        | Simbolo Katakana Ha piccolo        | h finale, [x] dopo la vocale a. (es. アㇵ ah) solo nella variante Sachalin.                                         |
| ㇶ                                               | 31F6        | Simbolo Katakana Hi piccolo        | h finale, [ç] dopo la vocale i. (es. イㇶ ih) solo nella variante Sachalin.                                         |
| ㇷ                                               | 31F7        | Simbolo Katakana Fu piccolo        | h finale, [x] dopo la vocale u. (es. ウㇷ uh) solo nella variante Sachalin.                                         |
| ㇸ                                               | 31F8        | Simbolo Katakana He piccolo        | h finale, [x] dopo la vocale e. (es. エㇸ eh) solo nella variante Sachalin.                                         |
| ㇹ                                               | 31F9        | Simbolo Katakana Ho piccolo        | h finale, [x] dopo la vocale o. (es. オㇹ oh) solo nella variante Sachalin.                                         |
| ㇺ                                               | 31FA        | Simbolo Katakana Mu piccolo        | m finale |
| ㇻ                                               | 31FB        | Simbolo Katakana Ra piccolo        | r finale, [ɾ] dopo la vocale a. (es. アㇻ ar)                                                                       |
| ㇼ                                               | 31FC        | Simbolo Katakana Ri piccolo        | r finale, [ɾ] dopo la vocale i. (es. イㇼ ir)                                                                       |
| ㇽ                                               | 31FD        | Simbolo Katakana Ru piccolo        | r finale, [ɾ] dopo la vocale u. (es. ウㇽ ur)                                                                       |
| ㇾ                                               | 31FE        | Simbolo Katakana Re piccolo        | r finale, [ɾ] dopo la vocale e. (es. エㇾ er)                                                                       |
| ㇿ                                               | 31FF        | Simbolo Katakana Ro piccolo        | r finale, [ɾ] dopo la vocale o. (es. オㇿ or)                                                                       |
| Simboli rappresentati usando caratteri combinati |             |                                    | |
| ㇷ゚                                               | 31F7 + 309A | Simbolo Katakana Pu piccolo        | p finale. |
| セ゚                                               | 30BB + 309A | Simbolo Katakana Se con handakuten | ce [tse] |
| ツ゚                                               | 30C4 + 309A | Simbolo Katakana Tu con (°)        | tu. ツ゚ e ト゚ sono intercambiabili.                                                                                   |
| ト゚                                               | 30C8 + 309A | Simbolo Katakana To con handakuten | tu. ツ゚ e ト゚ sono intercambiabili.                                                                                   |

|             | ウィ | クィ  | スィ  | ティ  | トゥ  | フィ  |
| ----------- | ---- | ----- | ----- | ----- | ----- | ----- |
| Lingua Ainu | [u̜ɪ] | [ku̜ɪ] | [su̜ɪ] | [teɪ] | [toʊ] | [ɸu̜ɪ] |
| Giapponese  | [wi] | [kʷi] | [si]  | [ti]  | [tu͍]  | [ɸi]  |

### Vocali lunghe
Nel dialetto di Sachalin vi sono delle vocali lunghe: vengono marcate sia tramite l'accento circonflesso che il macron nell'alfabeto latino, mentre dal segno della vocale lunga nel katakana.
Esempio con la k a inizio parola:
| [kaː] | [kiː] | [kuː] | [keː] | [koː] |
| ----- | ----- | ----- | ----- | ----- |
| kâ    | kî    | kû    | kê    | kô    |
| kā    | kī    | kū    | kē    | kō    |
| カー  | キー  | クー  | ケー  | コー  |

## Studi sulla lingua ainu
A parte numerosi nomi propri ainu presenti in rapporti del secolo VIII e alcuni termini che comparvero più tardi, i primi glossari ainu apparirono solamente nel secolo XVII, scritti per lo più da giapponesi e da stranieri. Dizionari più ampi comparvero nel secolo successivo. La prima registrazione vocale venne svolta agli inizi del secolo XX dal polacco Bronislaw Pilsudski.
La prima grammatica Ainu venne scritta dal missionario inglese John Batchelor che pubblicò anche An Ainu-English-Japanese Grammar, la cui prima edizione venne pubblicata nel 1889: la sua edizione del 1938 viene tutt'ora utilizzata nonostante l'innumerevole quantità di errori presenti.
Studi più affidabili sono stati compiuti da Kyosuke Kindaichi nel 1931, grazie al suo A study of Yukar: The Ainu Epics. Un suo studente, Mashiho Chiri, ampliò ulteriormente la grammatica sviluppata dal maestro e la estese anche al dialetto Sachalin. Chiri si focalizzò principalmente sulle parole e sulle loro origini, e compilò insieme a Kindaichi Classified Dictionary of the Ainu, suddiviso in tre volumi (uomini, piante e animali). Quest'opera divenne la base di ogni tipologia di ricerca sulla lingua ainu.
In tempi più recenti un numero sempre più crescente di persone ha contribuito agli studi sulla lingua ainu, motivati dal rischio imminente di estinzione. Tra loro sono presenti alcuni studenti alla Hokkaido University che stanno conducendo studi e ricerche sui dialetti e sul folklore ainu; alcuni di loro sono attivisti del movimento di rivitalizzazione linguistica. La pubblicazione di libri con descrizioni grammaticali, materiali video e testimonianze è aumentata incredibilmente negli anni '80 e '90.

## Tradizione orale
Gli Ainu hanno una ricca tradizione orale di saghe epiche chiamate yukar, che contengono un gran numero di arcaicismi grammaticali e lessicali. Gli yukar venivano memorizzati e raccontati nei raduni e nelle cerimonie che spesso duravano ore o addirittura giorni. Gli Ainu hanno anche un'ulteriore forma narrativa denominata uekeper, usata nello stesso contesto. I poemi epici sacri venivano recitati come se fossero parole dettate da un dio in persona, e gli dei parlano in prima persona plurale. Alla fine di ogni verso vi è un ritornello, denominato sakehe, la cui origine è sconosciuta. La tematica comune degli yukar è la natura, ma esistono anche poemi epici sulla cultura degli Ainu, denominati oyna: questi racconti parlano sia delle origini della terra e del popolo, sia delle gesta di semidei, denominati oyna kamuy. In contrasto con gli yukar, che hanno protagonisti principalmente maschili, esistono opere con protagoniste femminili, denominate menoko yukar, cantate da donne. In entrambe le tipologie di poema epico, il protagonista viene identificato con il pronome indefinito, per indicare una sua citazione. In questo caso, tuttavia, non è previsto l'uso del ritornello.
La maggiore raccolta di yukar si trova nell'antologia Ainu shinyōshū (アイヌ神謡集? "Raccolta di miti degli Ainu"), compilata da Yukie Chiri agli inizi del XX secolo.

## Contatti linguistici
Dal momento che il popolo Ainu ha goduto di grande familiarità con la lingua giapponese, è inevitabile che le due lingue si siano influenzate a vicenda. Molte parole ainu sono state prese in prestito dal giapponese, come per esempio puta/buta (maiale), tampaku/tabako (sigarette) e umma/uma (cavallo), rese note al popolo Ainu quando furono introdotte loro come merce di scambio. La parola menoko (donne Ainu) venne presa in prestito dal dialetto giapponese del Tohoku, e venne successivamente reimportata nella lingua giapponese. L'influenza dal giapponese non si limita solamente ai nomi, ma copre anche alcune funzioni grammaticali fondamentali per la struttura della frase, come per esempio i verbi e gli avverbi.
Esistono pochi casi in cui la lingua ainu ha influenzato la lingua giapponese, e la maggior parte di essi si collegano al commercio. Esempi di tale influenza sono rakko/rakko (lontra marina), tonakai/tunakai (renna) e shishamo/susam (una tipologia di pesce). Anche le parole Emishi (parola arcaica usata per il popolo Ainu) e Ezo (che significa "persone differenti del nord", termine con il quale gli Ainu venivano conosciuti in Hokkaido prima del 1868) che appaiono spesso nella storia giapponese, derivano dall'Ainu. Il termine Ainu in questione è enciw (che significa "umano"), ed è usato anche nella variante dialettale ainu di Sachalin.
La lingua ainu, in particolare il dialetto di Sachalin, ha avuto un contatto intensivo con la lingua Nivkh, prendendo in prestito parole anche dal russo e dalla lingua Orok, mentre il dialetto delle isole Curili contiene molti termini ispirati al russo.

## Rivitalizzazione
In Hokkaido e in altre zone del Giappone come il Kanto, è sorto un movimento volto alla rivitalizzazione della lingua ainu. La letteratura orale ainu è stata documentata con l'intenzione di conservarla per le generazioni future e di utilizzarla come materiale per gli studiosi della lingua. L'Associazione Ainu di Hokkaido (北海道 ウ タ リ 協会  Hokkaidō Utari Kyōkai), fondata nel 1930, raccoglie gruppi ainu di Hokkaido e di altre zone, e ha all'attivo circa 500 membri. Dal 1987 promuove lezioni di lingua ainu, corsi per insegnanti di lingua ainu e rilascia materiali educativi in lingua, compresi libri di testo. Anche i linguisti Wajin insegnano ainu e istruiscono gli studenti a diventare insegnanti di lingua all’università. Nonostante tutti questi sforzi, la lingua ainu non viene ancora insegnata in nessuna scuola secondaria del Giappone.
Grazie all'Ainu Cultural Promotion Act del 1997, i dizionari ainu vennero trasformati e divennero strumenti per aumentare la comunicazione e conservare testimonianze della lingua al fine di rivitalizzarla e promuovere la cultura. Il numero di studiosi della lingua ainu come seconda lingua è in aumento, specialmente in Hokkaido, in parte grazie agli interventi pionieristici di Shigeru Kayano, nativo, parlamentare e attivista Ainu, che aprì una scuola di lingua ainu nel 1987. La Ainu Association of Hokkaido è la principale fonte di supporto della cultura Ainu in Hokkaido. In alcune zone del Giappone sono state svolte delle lezioni in lingua ainu, e un gruppo ristretto di persone sta imparando la lingua. Sono stati anche eseguiti degli sforzi per produrre materiale facilmente reperibile in rete per quanto riguarda l’ainu colloquiale, dal momento che la maggior parte della documentazione in lingua ainu si focalizza sulla testimonianza di racconti popolari.
La lingua ainu è presente anche nei media; il primo programma radiofonico ainu, chiamato FM Pipaushi, va in onda dal 2001 con un programma di 15 minuti in lingua ainu ed è sovvenzionato dalla FRPAC; vi è anche un giornale, The Ainu Times, istituito nel 1997 . Inoltre, la lingua ainu è stata vista in domini pubblici come il nome di un centro commerciale, “Rera”, che significa “vento” nell’area di Minami Chitose e il nome “Pewre” che significa “giovane” in un centro a Chitose: c’è anche una squadra di pallacanestro a Sapporo chiamata “Rera Kamuy” che significa “Dio del Vento”. Anche il nome di una famosa rivista giapponese di moda, "Non-no" è un termine ainu, che significa "fiore".